# Insulator (genetik)
Insulatorelement eller silencers är en form av reglerande DNA-sekvens som hämmar transkriptionsfrekvensen. De verkar genom att begränsa eller motverka enhancersekvenser. Insulatorer krävs för att distinkt kunna reglera närliggande gener som annars hade varit aktiva samtidigt på grund av ospecificiteten som uppstår då enhancerelement gör ett område aktivt för transkription.